# Exoprosopa punjabensis
Exoprosopa punjabensis är en tvåvingeart som beskrevs av Nurse 1922. Exoprosopa punjabensis ingår i släktet Exoprosopa och familjen svävflugor. Inga underarter finns listade i Catalogue of Life.